# Francesc Jarque Bayo
Francesc Andrés Jarque Bayo (València, 30 de novembre de 1940 - 12 de setembre de 2016) fou un fotògraf valencià, autor de les fotografies de molts llibres.

## Biografia
De formació autodidacta, va començar estudis a l'Escola d'Arts i Oficis de València, passant més tard i fins a la seua jubilació, professor de la institució educativa mentada.
Francesc Jarque es va formar en la tècnica fotogràfica mentre treballava en un laboratori de revelat comercial, el Laboratori Màxim, on va treballar des de 1958, dedicant-se a la fotografia des de 1961 en començar a treballar a l'agència de publicitat Publipress, empresa on va arribar a estar més de trenta anys i de la qual va ser director de l'estudi gràfic el 1974, i director artístic l'any 1975.
En la seua primera etapa, a causa de la gran influència cultural del cinema, ha sigut considerat per la crítica proper al neorealisme italià, si bé la seua fotografia s'emmarca dins d'un ampli espectre de tècnica i corrents: treballar tant en l'àmbit de la publicitat, com del reportatge i la divulgació, la il·lustració de llibres de prestigiosos escriptors i historiadors, la crítica social o el foto periodisme. Així, va ser col·laborador habitual de la premsa valenciana com el Diari de València o Valencia Semanal.
Es va vincular a grups artístics i crítics amb el franquisme com Estampa Popular, grup al qual va entrar l'any 1966 sent l'únic fotògraf entre aritistes gràfics i pintors com Juan Antonio Toledo, Andreu Alfaro o Rafael Solbes i Manolo Valdés, integrats també en l'Equip Crònica.
Va col·laborar en la divulgació del patrimoni cultural valencià tant en les exposicions que va realitzar, la primera el 1965, com en les obres en què va col·laborar entre les que s'assenyalen El Corpus de València, juntament amb l'arqueòleg Enrique Llobregat, El País Valencià, amb Vicent Ventura, Indumentària valenciana segles XVIII-XIX, amb Maria Victòria Liceras, les més de quaranta monografies de temes populars valencians de Maria Àngels Arazo, i altres publicacions i edicions d'obres de Vicente Boix o de Josep Maria Almerich.
Encara que va patir la censura durant la dictadura franquista, va ser en la Transició democràtica, el 1981, quan va ser detingut, processat i condemnat per no lliurar imatges d'una manifestació ecologista a València que no havia estat autoritzada, mentre estava col·laborant amb les revistes Valencia Semanal i Flash Foto. Durant la seua estada a la presó Model de València va rebre el suport exprés de l'Ajuntament de la ciutat amb la visita a la presó del llavors alcalde, primer de l'etapa democràtica, Ricard Pérez Casado. La mobilització popular va aconseguir que se li concedira l'indult poc abans d'acabar la condemna.
En 1997 la Biblioteca Valenciana va comprar el seu fons fotogràfic per 26 milions de pessetes.

## Principis i trucs
Segons el propi Jarque indicava, hi ha huit principis i un truc per a l'exercici de la feina de fotògraf:
1. La fotografia es gesta abans del tret.
2. És incorrecte en termes fotogràfics parlar de composició.
3. El recurs realment creatiu en la tècnica fotogràfica és la velocitat d'obturació i en menor proporció el desenfocament.
4. El paisatge no es pot captar.
5. Gairebé sempre hi ha massa informació.
6. Reconstrucció de la realitat.
7. No ha de fer concessions perquè una fotografia sigui entesa per la majoria.
8. Només hi ha un llenguatge universal i és la paraula, que genera imatges en el cervell mitjançant la descripció.

Per la seua banda, el truc consisteix a no treballar mai amb models professionals.

## Obra
Francesc Jarque ha participat en una gran quantitat de llibres aportant imatge gràfica al text de diversos autors.
Amb qui més ha col·laborat ha estat amb Mª Ángeles Arazo, amb qui va publicar entre altres llibres: En el Parque Natural de la Albufera. Paisajes rurales valencianos. Gente marinera. El valle de Ayora-Cofrentes. Fallas. Fiestas de la Comunidad Valenciana. Borbotó, Massarrojos. Campanar. El rincón de Ademuz. Fiestas y cultura. Pinedo y su gente. Arquitectura popular valenciana. Jardines de Valencia. Tiendas valencianas. Valencia próxima. Claustros de Valencia. Fuentes de Valencia. Gozos valencianos en el altar y la cocina. Toros y vaquillas en Valencia. Barrio del Carmen, Valencia. Valencia y su provincia. Cerámica valenciana. Las fiestas de Valencia. Nuestras fiestas.
També va col·laborar amb altres autors com Enric Sòria Parra (Gandia, capital de la Safor), Daniel Benito Goerlich (Arquitectura modernista valenciana), Joaquín Bérchez (Arquitectura barroca valenciana, Arquitectura renaixentista valenciana), amb Trinitat Simó i Carmen Jordá Such (València centre històric: guia urbana i d'arquitectura) o, Ximo Sánchez (Les Observacions de Cavanilles)
Destaquen també obres com El Corpus de València, amb E. Llobregat, 1978; El País Valencià, amb Vicent Ventura, 1978; València centre històric, amb T. Simó, 1983; Horta de València; Indumentària valenciana segles XVIII-XIX, o La terra, l'aigua, l'home, amb J.M. Almerich.
Altres obres seues són:
- Valencia, 1965
- Corpus, 1971
- España siglo XX, amb J.A. Bonache, 1973
- Estampas Naci-onales, 1978
- Conos, cubos, coves, 1982
- Aproximació al cos de la dona, 1988
- Tirant al blanc, 1990
- Al so que toquen. Imatges viscudes, 1995
- Diosas y vírgenes, 1998
- Sèrie Ilusitania, 1996-2000
- L'Home i la pedra, 2001
- Album personal, 2002
- L'Hàbitat temporal, 2004
- Flors ferides, 2005
- El bosc inanimat i la natura viva, 2007.

## Premis i reconeixements
El 1981, després de sortir de la presó, va rebre el Premi a la Llibertat d'Expressió per la Unió de Periodistes del País Valencià.
El 1995 "Premi especial fotografia" dins dels IV Premis Turia.41
El 1998 Premi Cavanilles del Centre Excursionista de València.
El 1999 va rebre el "Cavanilles" de la Unió de Periodistes de Turisme, compartit amb l'escriptora Mª Ángeles Arazo, i a més va ser triat acadèmic de número de la Reial Acadèmia de Belles Arts de Sant Carles, sent el primer fotògraf que va ser admès en la institució per tal condició.
El juny de 2016 va ser nomenat Fill Predilecte de València.
Després de la seua mort segueixen realitzant-exposicions sobre la seua obra destacant per exemple:
L'habitatge temporal, a la Casa de la Cultura de l'Ajuntament de Xàtiva en 2016.
Exposició fotogràfica, Francesc Jarque, Palau de la Generalitat de València en 2016.
Mostra de fotografia valenciana a través de la Col·lecció Railowsky, a la Foto-Galeria Railowsky, València, 1 desembre 2017 - 13 gen de 2018.
Francesc Jarque: fotogrames d'una ciutat, a la Sala d'Exposicions Municipals de l'Ajuntament de València en 2019.
Jarque la càmera i la vida, exposició temporal al Museu Valencià d'Etnología.